# شرکت سرمایه‌گذاری عرب فلسطین
شرکت سرمایه‌گذاری عرب فلسطین (انگلیسی: Arab Palestinian Investment Company) شرکت هلدینگ اردنی است، که در سال ۱۹۹۴ تأسیس شد.